# Карлыган (Западный Саян)
Карлыган (хак. Харлыган — Заснеженный) — горный хребет в Западном Саяне между 51° 30' и 51° 55' с.ш. Длина — около 55 км, абсолютная высота — 2000-2900 м (максимальная высота — гора Аныйтайга, 2834 м над уровнем моря). Сложен на юге — гранитами, на севере — сланцами метаморфическими. На юге имеет альпийские формы рельефа. Склоны покрыты елово-пихтовыми и кедровыми лесами. Водораздел рек Большой и Малый Абакан.